# 鎌野裕
鎌野 裕（かまの ひろし、1947年8月12日 - ）は、神奈川県茅ヶ崎市出身の元プロ野球選手。ポジションは投手。

## 来歴・人物
日大藤沢高校では、エースとして1964年秋季関東大会に進むが、1回戦で取手一高に惜敗、翌春の選抜出場を逸する。卒業後は関東学院大学へ進学。神奈川五大学野球リーグでは在学中3回優勝。
1969年ドラフト会議で読売ジャイアンツから11位指名を受けるが拒否し、日本楽器へ入社。1971年の都市対抗に出場するが、活躍の場はなかった。1971年ドラフト会議で東映フライヤーズから6位指名を受け入団。しかし一軍での登板はなく、偵察要員として1試合に出場するにとどまった。1973年限りで引退。その後、ゴルファーを目指し、小田急系のゴルフ場に勤務。
スリークォーターからのカーブやフォーク、シュートを武器とした。

## 詳細情報

### 年度別打撃成績
| 年 度     | 球 団     | 試 合 | 打 席 | 打 数 | 得 点 | 安 打 | 二 塁 打 | 三 塁 打 | 本 塁 打 | 塁 打 | 打 点 | 盗 塁 | 盗 塁 死 | 犠 打 | 犠 飛 | 四 球 | 敬 遠 | 死 球 | 三 振 | 併 殺 打 | 打 率 | 出 塁 率 | 長 打 率 | O P S |
| --------- | --------- | ----- | ----- | ----- | ----- | ----- | -------- | -------- | -------- | ----- | ----- | ----- | -------- | ----- | ----- | ----- | ----- | ----- | ----- | -------- | ----- | -------- | -------- | ----- |
| 1972      | 東映      | 1     | 0     | 0     | 0     | 0     | 0        | 0        | 0        | 0     | 0     | 0     | 0        | 0     | 0     | 0     | 0     | 0     | 0     | 0        | ----  | ----     | ----     | ----  |
| 通算：1年 | 通算：1年 | 1     | 0     | 0     | 0     | 0     | 0        | 0        | 0        | 0     | 0     | 0     | 0        | 0     | 0     | 0     | 0     | 0     | 0     | 0        | ----  | ----     | ----     | ----  |

### 記録
- 初出場・初先発出場：1972年5月12日、対ロッテオリオンズ7回戦（後楽園球場）、7番・三塁手で先発出場（偵察要員、試合開始時に末永吉幸と交代）

### 背番号
- 49 （1972年 - 1973年）